# Dionysosmosaiken

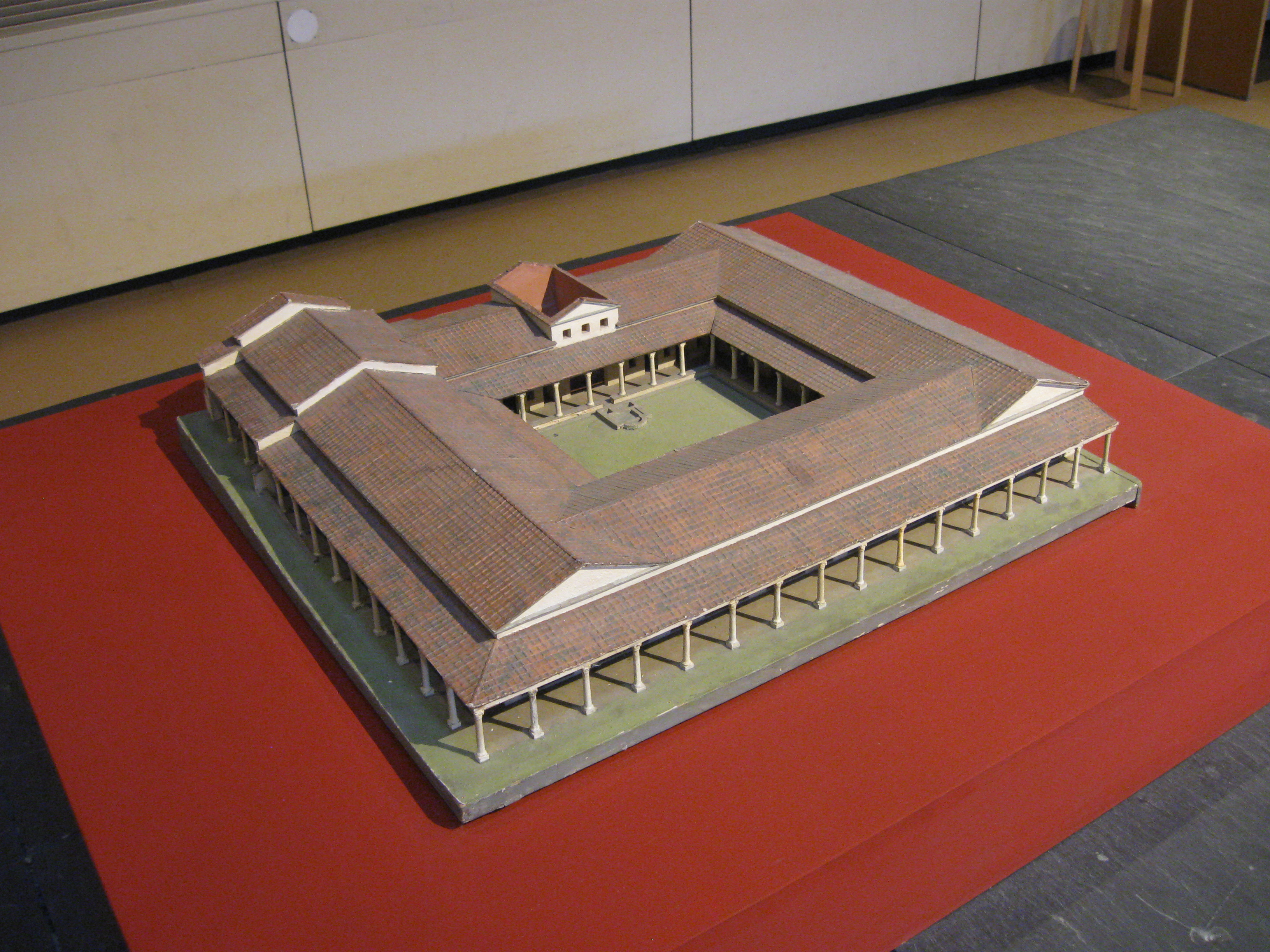
Modell av den romerska stadsvillan med Dionysosmosaiken.

Dionysosmosaiken är ett romerskt konstverk i mosaik, som funnits i en romersk villa i Colonia Claudia Ara Agrippinensium, det nutida Köln.
Mosaiken upptäcktes 1941 vid byggandet av ett skyddsrum i närheten av Kölnerdomen. Runt mosaiken, som bevarats på ursprunglig plats, har det arkeologiska museet Römisch-Germanisches Museum der Stadt Köln byggts upp. Det invigdes 1976.

## Villan
Dionysosmosaiken har sannolikt utgjort golv i villans största rum. Villan låg i den romerska staden Colonia Agrippenensis nordöstra hörn, alldeles innanför stadsmuren nära floden Rhen.
Huset var orienterat i nord-sydlig riktning och låg vid stranden av Rhen. I dess mitt fanns en peristyl, i vilken också fanns en brunn och runt vilken alla utrymmen i huset grupperade sig. Huset uppfördes sannolikt under Claudius tid omkring 50 efter Kristus eller en kort tid därefter. Två utbyggnadsfaser kan ha varit omkring 80 efter Kristus under flaviska dynastins tid och omkring 230 efter Kristus. Vid det senare tillfället uppfördes också på husets mittaxel en stor triclinium, vilken utsmyckades med Dionysosmosaiken. Också några andra utrymmen i huset hade mosaiker och väggmålningar. Några utrymmen hade hypokauster.
Efter det att huset tjänat som stadsvilla för bortemot sex generationer, brändes det ned av frankerna i december 355 efter Kristus i samband med en attack mot staden.

## Mosaiken
Mosaiken är 70 m² stor och består av omkring 1,5 miljoner tesserae av natursten, glas och lera. 
Den har runt den centrala scenen med Dionysos 26 färgade medaljonger med scener som alluderar på Dionysos, men också årstidsbilder, fåglar och frukter.